# Chāl Chendār
Chāl Chendār (persiska: چالِ چِنار, چال چندار) är en ort i Iran.   Den ligger i provinsen Chahar Mahal och Bakhtiari, i den centrala delen av landet, 500 km söder om huvudstaden Teheran. Chāl Chendār ligger 1 819 meter över havet och antalet invånare är 196.
Terrängen runt Chāl Chendār är kuperad åt nordost, men åt sydväst är den bergig.Runt Chāl Chendār är det ganska glesbefolkat, med 38 invånare per kvadratkilometer. Närmaste större samhälle är Āb Chenār-e Soflá, 10,0 km öster om Chāl Chendār. Omgivningarna runt Chāl Chendār är i huvudsak ett öppet busklandskap.